# Rari Nantes Bogliasco 2014-2015

## Rosa
| N° |                   | Ruolo | Giocatore           |
| -- | ----------------- | ----- | ------------------- |
|    | Italia (bandiera) | P     | Edoardo Prian       |
|    | Italia (bandiera) | P     | Federico Insollito  |
|    | Italia (bandiera) | P     | Pierre Pellegrini   |
|    | Italia (bandiera) | D     | Giacomo Boero       |
|    | Italia (bandiera) | D     | Matteo Monari       |
|    | Italia (bandiera) | D     | Alessandro Di Somma |
|    | Italia (bandiera) | D     | Mario Guidi         |
|    | Italia (bandiera) | CV    | Gian Marco Guidaldi |

| N° |                        | Ruolo | Giocatore        |
| -- | ---------------------- | ----- | ---------------- |
|    | Italia (bandiera)      | CV    | Filippo Gavazzi  |
|    | Italia (bandiera)      | CV    | Roberto Ravina   |
|    | Italia (bandiera)      | A     | Edoardo Di Somma |
|    | Stati Uniti (bandiera) | A     | Matthew De Trane |
|    | Stati Uniti (bandiera) | A     | Stephen Loomis   |
|    | Italia (bandiera)      | A     | Giacomo Novara   |
|    | Italia (bandiera)      | CB    | Arnaldo Deserti  |

| Allenatore: | Daniele Bettini |

## Mercato
| Acquisti | Acquisti         | Acquisti         | Acquisti |
| R.       | Nome             | da               |          |
| -------- | ---------------- | ---------------- | -------- |
| P        | Edoardo Prian    | Sport Management |          |
| D        | Matteo Monari    | Chiavari         |          |
| A        | Matthew De Trane | New York A.C.    |          |
| A        | Stephen Loomis   | Tenerife Echeyde |          |
| A        | Roberto Ravina   | Quinto           |          |
| CB       | Arnaldo Deserti  | Savona           |          |

| Cessioni | Cessioni        | Cessioni    | Cessioni |
| R.       | Nome            | a           |          |
| -------- | --------------- | ----------- | -------- |
| P        | Robert Dinu     | Chiavari    |          |
| P        | Lorenzo Vespa   | Lazio       |          |
| CV       | Giacomo Lanzoni | Acquachiara |          |
| A        | Luca Marziali   | Acquachiara |          |
| CB       | Lorenzo Bruni   | AN Brescia  |          |

## Risultati

### Serie A1

#### Girone di andata
| Arbitri: | Massimo Calabrò Giovanni Del Bosco |

| |           |                               |
| Prlainović: 4 F. Di Fulvio: 3 A. Ivović, F. Lapenna: 2 Figari, Figlioli, Giacoppo, Giorgetti, N. Gitto: 1 | Marcatori | 2: De Trane, Loomis 1: Ravina |

| Arbitri: | Massimiliano Caputi Leonardo Ceccarelli |

|                                                        |           |                                                   |
| Deserti: 3 A. Di Somma, Loomis: 2 De Trane, Gavazzi: 1 | Marcatori | 2: Alesiani, Damonte, G. Fiorentini 1: J. Colombo |

| Arbitri: | Giovanni Lo Dico Bruno Navarra |

|                                         |           |                                                                                 |
| Coppoli, Gambacorta: 2 E. Calcaterra: 1 | Marcatori | 3: Gavazzi, Guidaldi 2: Deserti 1: De Trane, A. Di Somma, Guidi, Loomis, Monari |

| Arbitri: | Fabio Ricciotti Stefano Riccitelli |

|                                                              |           |                                                                                  |
| Deserti, E. Di Somma: 2 Dainese, Guidaldi, Monari, Ravina: 1 | Marcatori | 3: Molina, F. Pagani 2: Bodegas, Napolitano, C. Presciutti 1: Bruni, Nora, Rizzo |

| Arbitri: | Stefano Alfi Cristina Taccini |

|                                                                     |           |                                              |
| Cuccovillo: 4 Banovac, Murro: 2 Manzo, Pappacena, Reynolds, Rigo: 1 | Marcatori | 4: E. Di Somma 2: De Trane 1: Loomis, Ravina |

| Arbitri: | Mario Bianchi Marco Ercoli |

|                                               |           |                                                             |
| Guidaldi: 3 Deserti, Ravina: 2 E. Di Somma: 1 | Marcatori | 3: Gallo, Radović 1: Bertoli, Klikovac, RenzutI. o, Saccoia |

| Arbitri: | Fabio Ricciotti Massimo Calabrò |

|                                                                          |           |                                                 |
| Bini: 4 B. Ivović, M. Luongo, Steardo: 2 Đ. Filipović, Razzi, Sadovyy: 1 | Marcatori | 4: Guidaldi 1: Boero, De Trane, Deserti, Loomis |

| Arbitri: | Roberto Petronilli Alessandro Severo |

|                                                                               |           |                                                                |
| De Trane, Deserti: 3 A. Di Somma: 2 E. Di Somma, Gavazzi, Guidaldi, Ravina: 1 | Marcatori | 6: Petković 2: S. Luongo, Pérez 1: Paškvalin, Rossi, Valentino |

| Arbitri: | Gianluca Centineo Raffaele Colombo |

| |           |                                                            |
| Vittorioso: 4 A. Calcaterra, Di Rocco: 2 Africano, Cannella, Gianni, Leporale, Maddaluno, Samuels: 1 | Marcatori | 3: Deserti 2: Guidaldi 1: De Trane, Loomis, Monari, Ravina |

| Arbitri: | Stefano Alfi Attilio Paoletti |

|                                                |           |                                                       |
| Ferraris: 2 Cesini, Gaffuri, Krizman, Susak: 1 | Marcatori | 3: Ravina 2: De Trane, Deserti 1: E. Di Somma, Loomis |

| Arbitri: | Massimiliano Caputi Giovanni Lo Dico |

|                                                                    |           |                                                         |
| Deserti, Guidaldi, Ravina: 2 De Trane, A. Di Somma, E. Di Somma: 1 | Marcatori | 3: Brguljan 1: Baraldi, Campopiano, Migliaccio, Velotto |

#### Girone di ritorno
| Arbitri: | Alberto Rovida Massimo Savarese |

|                               |           |                                                                                              |
| Deserti, Monari: 2 Gavazzi: 1 | Marcatori | 4: Felugo, Giorgetti 3: F. Di Fulvio, Giacoppo 2: Figlioli, Prlainović 1: Figari, Pijetlović |

| Arbitri: | Leonardo Ceccarelli Marco Piano |

|                                                                     |           |                                                         |
| Damonte: 7 Colombo, G. Fiorentini, Mistrangelo, Pesenti, Tomašić: 1 | Marcatori | 3: De Trane 2: Gavazzi, Ravina 1: Guidaldi, A. Di Somma |

| Arbitri: | Massimo Filippo Gomez Stefano Scappini |

|                                                                  |           |                                          |
| De Trane, A. Di Somma: 3 Deserti, E. Di Somma, Monari, Ravina: 1 | Marcatori | 2: Liang, Panerai 1: Coppoli, Gambacorta |

| Arbitri: | Giuseppe Fusco Stefano Riccitelli |

|                                                                      |           |                                                 |
| Bodegas, F. Pagani, C. Presciutti: 4 Bruni: 2 Nora, N. Presciutti: 1 | Marcatori | 4: Deserti 2: De Trane, Guidaldi 1: A. Di Somma |

| Arbitri: | Stefano Alfi Fabio Collantoni |

|                                                                      |           |                                                       |
| Deserti: 4 A. Di Somma, Ravina: 2 De Trane, E. Di Somma, Guidaldi: 1 | Marcatori | 2: Banovac 1: Cuccovillo, Pappacena, Spinelli, Vitola |

| Arbitri: | Leonardo Ceccarelli Stefano Scappini |

|                                                                          |           |                                                         |
| Radović: 5 Gallo: 4 Bertoli: 3 Dolce, Klikovac, Mandolini, Renzuto I.: 1 | Marcatori | 2: Boero, E. Di Somma 1: De Trane, A. Di Somma, Gavazzi |

| Arbitri: | Bruno Navarra Alessandro Severo |

|                                             |           |                                              |
| E. Di Somma: 2 De Trane, Gavazzi, Ravina: 1 | Marcatori | 2: M. Luongo, Razzi 1: Đ. Filipović, Sadovyy |

| Arbitri: | Gianluca Centineo Giovanni Lo Dico |

|                                                                               |           |                                                                     |
| Paškvalin: 5 Lanzoni, S. Luongo: 3 Astarita, Marziali, Petković, Scotti G.: 1 | Marcatori | 3: Deserti, E. Di Somma 2: Gavazzi, Loomis 1: A. Di Somma, Guidaldi |

| Arbitri: | Fabio Collantoni Raffaele Colombo |

|                                     |           |                                                                       |
| E. Di Somma: 3 De Trane, Deserti: 2 | Marcatori | 3: A. Calcaterra 2: Colosimo, Vittorioso 1: Africano, Gianni, Samuels |

| Arbitri: | Leonardo Ceccarelli Cristina Taccini |

|                                                                               |           |                                  |
| Guidaldi: 3 De Trane, Deserti, A. Di Somma, E. Di Somma: 2 Gavazzi, Monari: 1 | Marcatori | 2: Foti 1: Milaković, Pellegatta |

| Arbitri: | Gianluca Centineo Massimiliano Caputi |

|                                                         |           |                                                              |
| Migliaccio: 3 Brguljan: 2 Baraldi, Esposito, Velotto: 1 | Marcatori | 3: Deserti 2: De Trane 1: Boero, E. Di Somma, Monari, Ravina |

#### Playoff - Quarti di finale
| Arbitri: | Marco Piano Roberto Petronilli |

|                                        |           |                                                                                            |
| De Trane: 3 E. Di Somma: 2 Guidaldi: 1 | Marcatori | 3: Giacoppo 2: Giorgetti, N. Gitto, Prlainović 1: Figari, Fondelli, F. Lapenna, Pijetlović |

| Arbitri: | Daniele Bianco Massimo Calabrò |

|                                                                   |           |                      |
| F. Lapenna: 3 Aicardi, Figari, Giacoppo, Giorgetti, Prlainović: 2 | Marcatori | 2: De Trane, Gavazzi |

#### Playoff - Semifinali 5º posto
| Arbitri: | Luca Bianco Raffaele Colombo |

|                                                             |           |                                                                                    |
| De Trane, Loomis, Ravina: 2 Boero, A. Di Somma, Guidaldi: 1 | Marcatori | 3: Colombo 2: Damonte, G. Fiorentini 1: G. Bianco, Fulcheris, Mistrangelo, Tomašić |

| Arbitri: | Gianluca Centineo Giovanni Lo Dico |

|                                     |           |                                                  |
| Alesiani: 2 Colombo, Mistrangelo: 1 | Marcatori | 2: De Trane 1: Deserti, A. Di Somma, E. Di Somma |

| Arbitri: | Daniele Bianco Marco Piano |

|                                      |           |                                                                                      |
| L. Bianco, Colombo, G. Fiorentini: 1 | Marcatori | 4: Guidaldi 3: Deserti 1: De Trane, A. Di Somma, E. Di Somma, Loomis, Puccio, Ravina |

#### Playoff - Finale 5º-6º posto
| Arbitri: | Gianluca Centineo Roberto Petronilli |

|                                                                |                      |                                                                                  |
| Ravina: 3 De Trane: 2 A. Di Somma, Guidaldi, Loomis, Monari: 1 | Marcatori            | 2: Migliaccio, Velotto 1: Baraldi, Buonocore, Campopiano, Esposito, G. Mattiello |
| A. Di Somma Guidaldi Ravina Loomis De Trane                    | Tiri di rigore 3 – 4 | Baraldi Di Costanzo Brguljan Campopiano Migliaccio                               |

| Arbitri: | Luca Bianco Fabio Ricciotti |

|                                                             |           |                                                      |
| Baraldi, Brguljan: 3 Di Costanzo, Esposito, G. Mattiello: 1 | Marcatori | 2: A. Di Somma, Guidaldi, Ravina 1: De Trane, Monari |

### Coppa Italia

#### Prima fase
Due gruppi da quattro squadre ciascuno. Il Bogliasco è incluso nel gruppo B.
| Arbitri: | Bruno Navarra Fabio Collantoni |

|                                                     |           |                                               |
| Jelača: 3 Gaffuri, Krizman, Milaković, E. Pagani: 1 | Marcatori | 3: Deserti 2: A. Di Somma, Guidaldi 1: Ravina |

| Arbitri: | Bruno Navarra Leonardo Ceccarelli |

|                                                                               |           |                            |
| Razzi: 4 Bini: 3 Đ. Filipović, M. Luongo, Sadovyy, Steardo: 2 C. Di Fulvio: 1 | Marcatori | 2: Boero 1: Loomis, Monari |

| Arbitri: | Fabio Collantoni Leonardo Ceccarelli |

|                                                        |           |                                                                                |
| De Trane, Deserti, Guidaldi, Monari, Novara, Ravina: 1 | Marcatori | 4: Campopiano 2: Migliaccio 1: Baraldi, Brguljan, G. Mattiello, Ronga, Velotto |

## Statistiche

### Statistiche di squadra
- I tiri di rigore di Gara-1 della finale per il quinto posto contro Canottieri Napoli non sono conteggiati.

| Competizione | Punti | In casa | In casa | In casa | In casa | In casa | In casa | In trasferta | In trasferta | In trasferta | In trasferta | In trasferta | In trasferta | Neutro | Neutro | Neutro | Neutro | Neutro | Neutro | Totale | Totale | Totale | Totale | Totale | Totale | DR  |
| Competizione | Punti | G       | V       | N       | P       | Gf      | Gs      | G            | V            | N            | P            | Gf           | Gs           | G      | V      | N      | P      | Gf     | Gs     | G      | V      | N      | P      | Gf     | Gs     | DR  |
| ------------ | ----- | ------- | ------- | ------- | ------- | ------- | ------- | ------------ | ------------ | ------------ | ------------ | ------------ | ------------ | ------ | ------ | ------ | ------ | ------ | ------ | ------ | ------ | ------ | ------ | ------ | ------ | --- |
| Serie A1     | 24    | 11      | 5       | 0       | 6       | 97      | 104     | 11           | 3            | 0            | 8            | 98           | 133          | 0      | 0      | 0      | 0      | 0      | 0      | 22     | 8      | 0      | 14     | 195    | 237    | -42 |
| Playoff      | -     | 3       | 0       | 1       | 2       | 24      | 33      | 4            | 2            | 0            | 2            | 30           | 29           | 0      | 0      | 0      | 0      | 0      | 0      | 7      | 2      | 1      | 4      | 54     | 62     | -8  |
| Coppa Italia | -     | 0       | 0       | 0       | 0       | 0       | 0       | 0            | 0            | 0            | 0            | 0            | 0            | 3      | 1      | 0      | 2      | 18     | 34     | 3      | 1      | 0      | 2      | 18     | 34     | -16 |
| Totale       | -     | 14      | 5       | 1       | 8       | 121     | 137     | 15           | 5            | 0            | 10           | 128          | 162          | 3      | 1      | 0      | 2      | 18     | 34     | 32     | 11     | 1      | 20     | 267    | 333    | -69 |

### Classifica marcatori
| Tot. | Giocatore           | A1 | CI |
| ---- | ------------------- | -- | -- |
| 49   | Arnaldo Deserti     | 45 | 4  |
| 45   | Matthew De Trane    | 44 | 1  |
| 36   | Gian Marco Guidaldi | 33 | 3  |
| 29   | Edoardo Di Somma    | 29 | 0  |
| 29   | Roberto Ravina      | 27 | 2  |
| 25   | Alessandro Di Somma | 23 | 2  |
| 16   | Stephen Loomis      | 15 | 1  |
| 15   | Filippo Gavazzi     | 15 | 0  |
| 12   | Matteo Monari       | 10 | 2  |
| 7    | Giacomo Boero       | 5  | 2  |
| 1    | Federico Dainese    | 1  | 0  |
| 1    | Mario Guidi         | 1  | 0  |
| 1    | Duilio Puccio       | 1  | 0  |
| 1    | Giacomo Novara      | 0  | 1  |